# Curtuișeni
Curtuișeni is een Roemeense gemeente in het district Bihor.

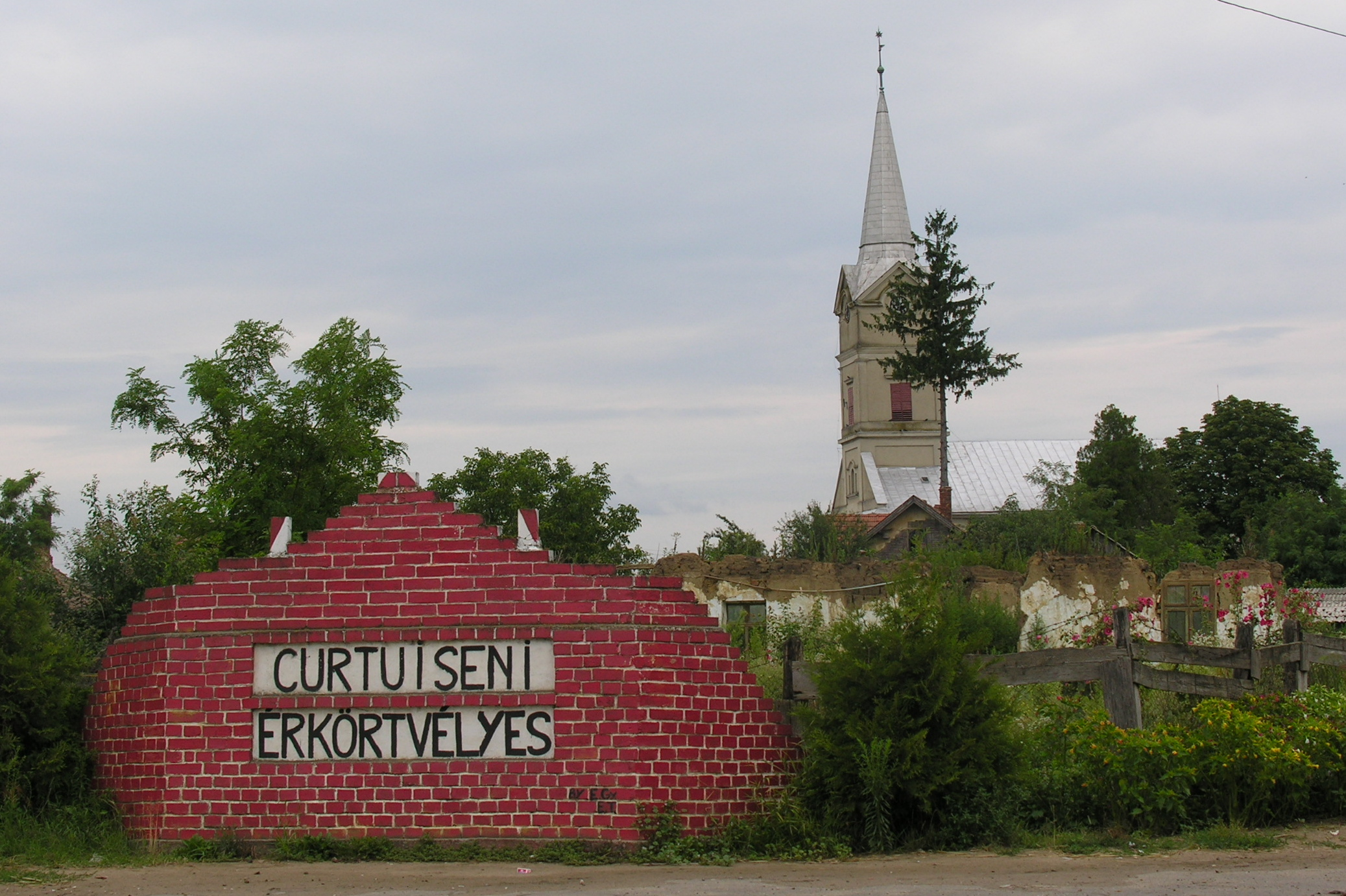
Curtuișeni

Curtuișeni telt 3814 inwoners.